# Тарново (Куявсько-Поморське воєводство)
Тарново (пол. Tarnowo) — село в Польщі, у гміні Крушвиця Іновроцлавського повіту Куявсько-Поморського воєводства.
Населення — 140 осіб (2011).
У 1975-1998 роках село належало до Бидгощського воєводства.

## Демографія
Демографічна структура станом на 31 березня 2011 року:
|          | Загалом | Допрацездатний вік | Працездатний вік | Постпрацездатний вік |
| -------- | ------- | ------------------ | ---------------- | -------------------- |
| Чоловіки | 69      | 14                 | 52               | 3                    |
| Жінки    | 71      | 16                 | 39               | 16                   |
| Разом    | 140     | 30                 | 91               | 19                   |